# Nuoto ai XVII Giochi del Mediterraneo - 100 metri farfalla femminili
Le gare di nuoto nella categoria 100 metri farfalla femminili si sono tenute il 22 giugno 2013 al Yeni Olimpik Yüzme Havuzu di Mersin.

## Calendario
Fuso orario EET (UTC+3).
| Data      | Ora   | Turno    |
| --------- | ----- | -------- |
| 22 giugno | 10:00 | Batterie |
| 22 giugno | 18:45 | Finale   |

## Risultati
Le 11 atlete partecipanti vengono inquadrate in due batterie rispettivamente da 5 e 6 nuotatrici ciascuna. Si qualificano alla finale i primi otto tempi.

### Batterie
| Pos. | Nome                | Nazione | Tempo   | Batt. | Corsia | Note |
| ---- | ------------------- | ------- | ------- | ----- | ------ | ---- |
| 1    | Ilaria Bianchi      | Italia  | 59"77   | 2     | 4      | Q    |
| 2    | Elena Di Liddo      | Italia  | 1'00"41 | 1     | 4      | Q    |
| 3    | İris Rosenberger    | Turchia | 1'00"93 | 1     | 3      | Q    |
| 4    | Kristel Vourna      | Grecia  | 1'01"16 | 2     | 5      | Q    |
| 5    | Carla Campo Casajus | Spagna  | 1'01"61 | 2     | 6      | Q    |
| 6    | Beryl Gastaldello   | Francia | 1'01"69 | 1     | 5      | Q    |
| 7    | Gizem Bozkurt       | Turchia | 1'01"88 | 1     | 6      | Q    |
| 8    | Katya Bachrouche    | Libano  | 1'03"26 | 2     | 2      | Q    |
| 9    | Zeineb Khalfallah   | Tunisia | 1'04"65 | 1     | 2      |      |
| 10   | Noel Borshi         | Albania | 1'07"97 | 2     | 7      |      |
| 11   | Farida Osman        | Egitto  | DNS     | 2     | 3      |      |

### Finale
| Pos. | Atleta              | Nazionalità | Tempo   | Corsia |
| ---- | ------------------- | ----------- | ------- | ------ |
|      | Ilaria Bianchi      | Italia      | 58"63   | 4      |
|      | Elena Di Liddo      | Italia      | 59"23   | 5      |
|      | Beryl Gastaldello   | Francia     | 1'00"32 | 7      |
| 4    | Kristel Vourna      | Grecia      | 1'00"33 | 6      |
| 5    | Gizem Bozkurt       | Turchia     | 1'01"20 | 1      |
| 6    | Carla Campo Casajus | Spagna      | 1'01"26 | 2      |
| 7    | İris Rosenberger    | Turchia     | 1'01"54 | 3      |
| 8    | Katya Bachrouche    | Libano      | 1'03"88 | 8      |